# Stanley Spencer Gallery
Stanley Spencer Gallery är ett konstnärsmuseum i Cookham i Berkshire i Storbritannien, som är ägnat åt Stanley Spencers konst.
Efter konstnärens död 1959 beslöt vänner och mecenater att upprätta ett lokalt museum i hans uppväxtort Cookham. Stanley Spencer Gallery öppnade 1962 och har en samling på ett hundratal målningar och teckningar. Museet ligger i det tidigare Wesleyan Chapel vid Cookham High Street, vilket uppfördes 1846. Det är en enkel byggnad i tegel och skiffer, byggd för att tjäna en församling på drygt ett hundra personer. Stanley Spencer besökte kapellet tillsammans med sin mor, vars bror var pastor där. Bönehuset stängdes 1904 och byggdes om till "King's Hall" och användes som lokalt bibliotek och en samlingslokal för byn till andra världskriget. Senare användes det till olika ändamål som lärosal för teckning och konstnärsateljé.
Byggnaden genomgick en omfattande renovering 2006–07 och återöppnades i september 2007.

## Bildgalleri

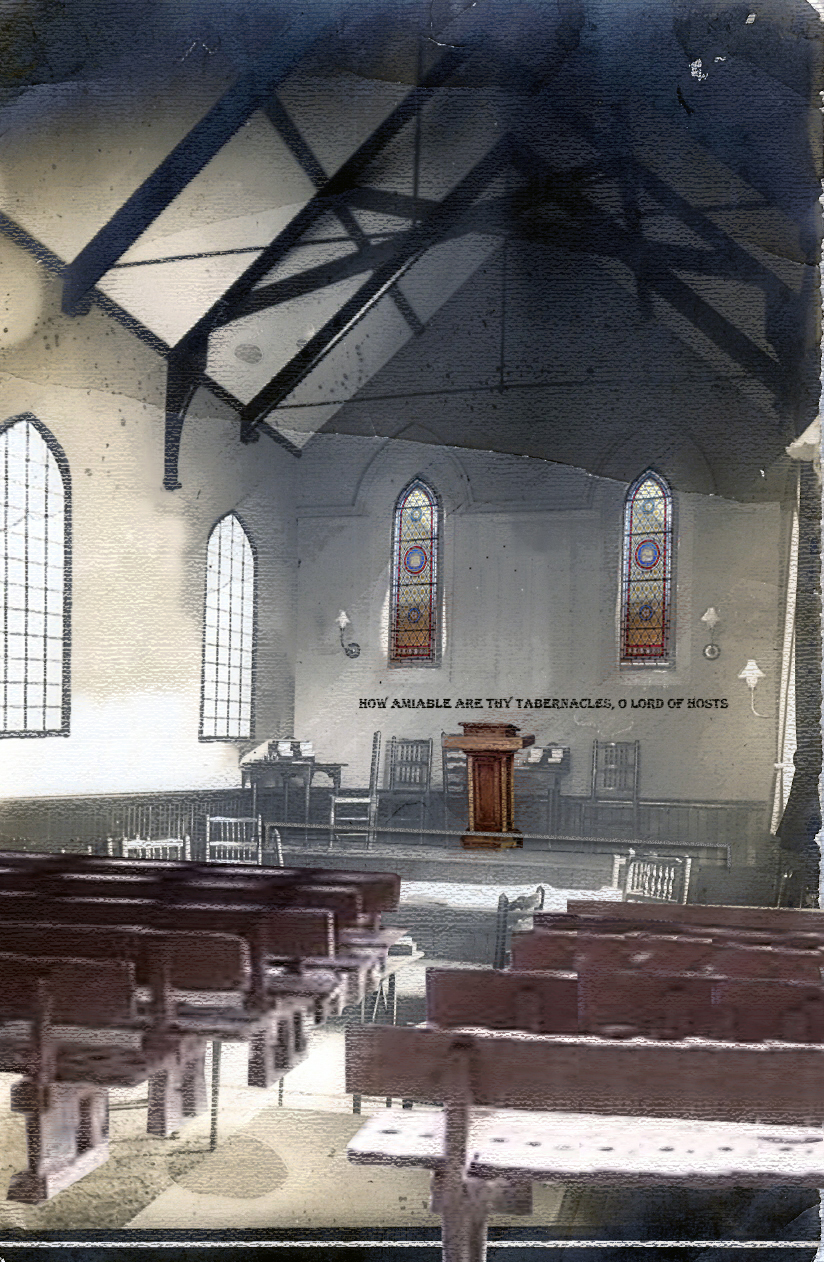
Datorframställd bild av ursprunglig interiör
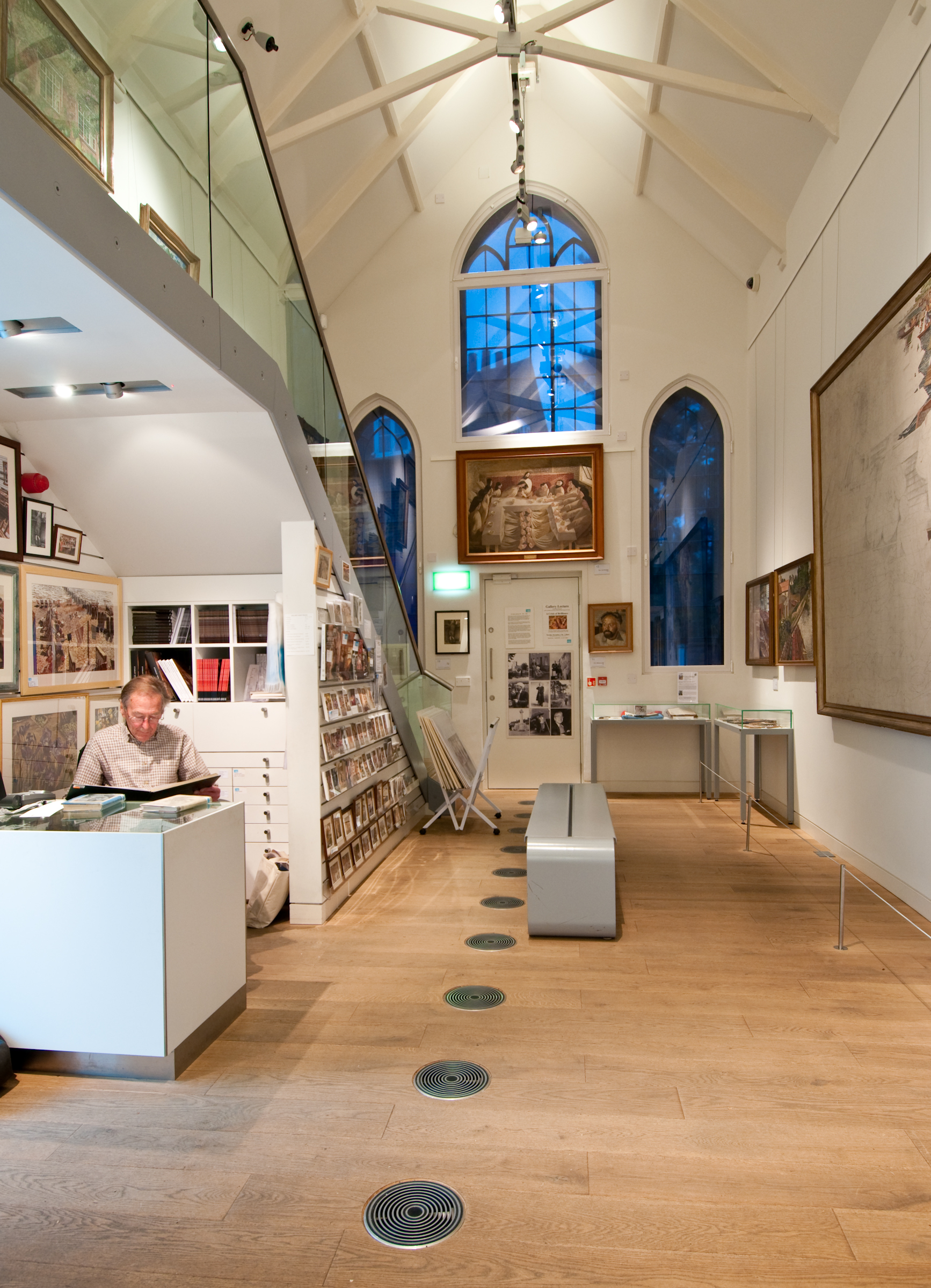
Interiör
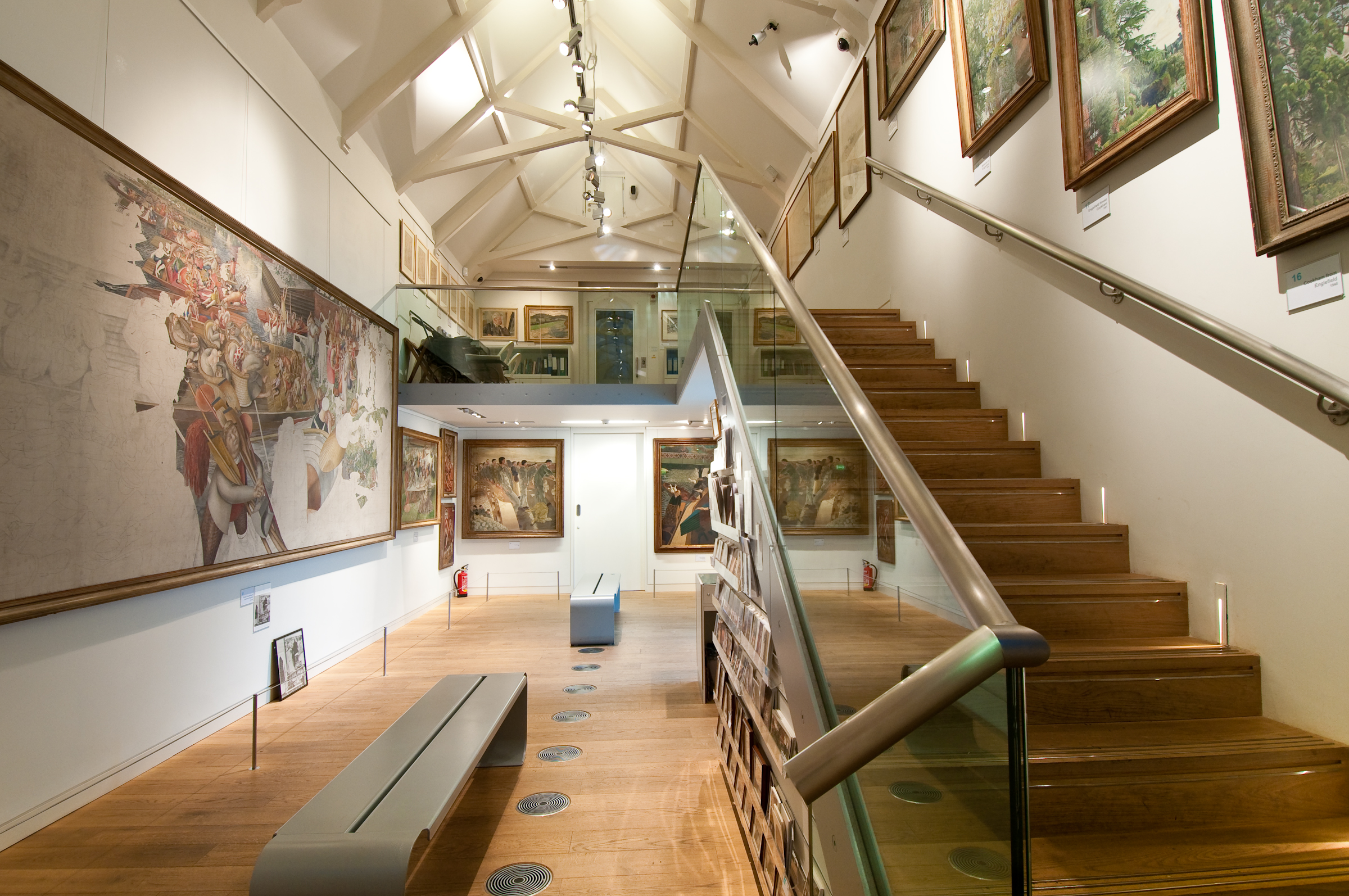
Museet efter renovering 2006–07
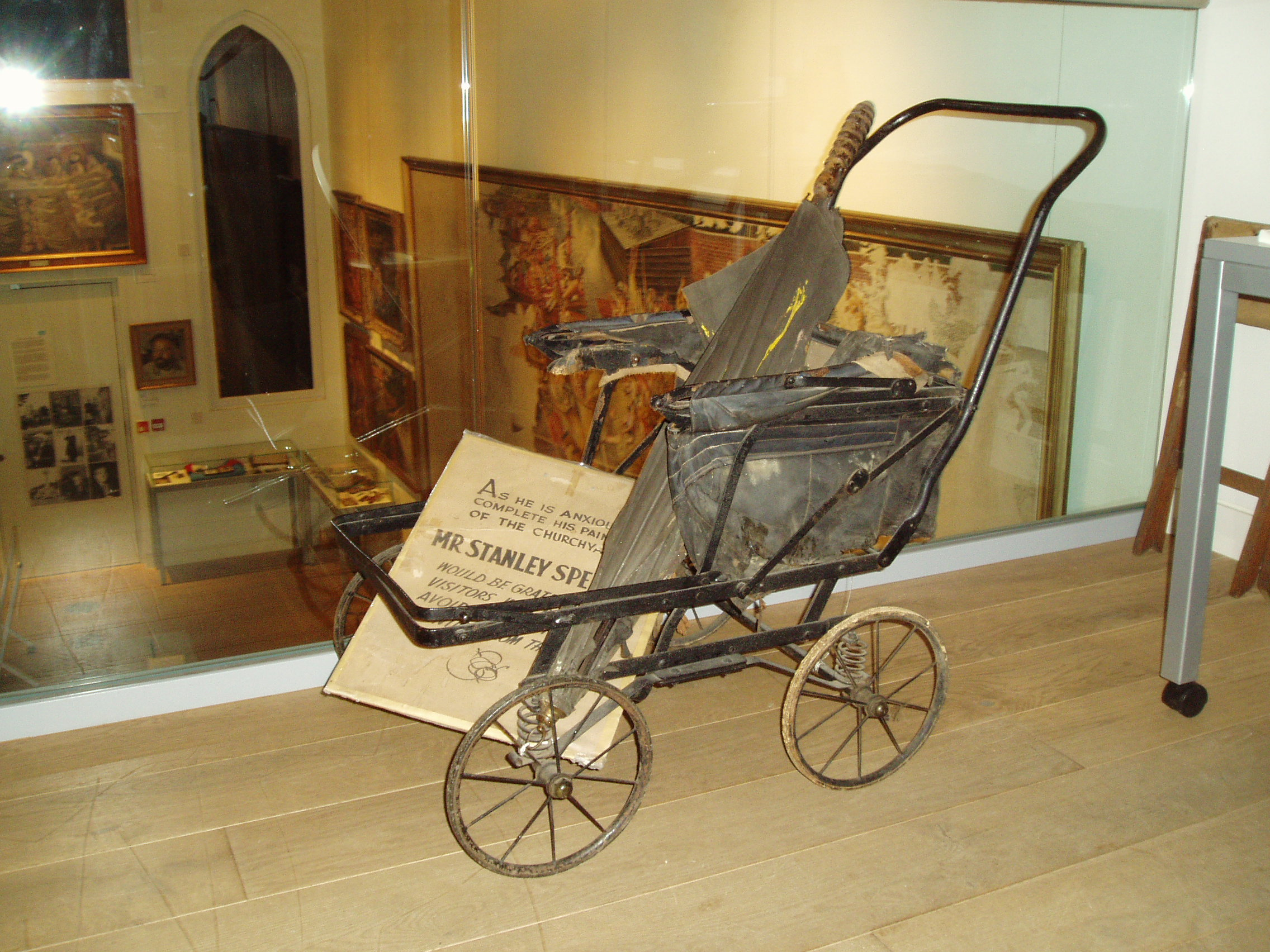
Stanley Spencers barnvagn